# Birvėtos šlapžemės
Birvėtos šlapžemės este o arie protejată (arie de protecție specială avifaunistică — SPA) din Lituania întinsă pe o suprafață de 1.239,76 ha, integral pe uscat.

## Localizare
Centrul sitului Birvėtos šlapžemės este situat la coordonatele 55°17′44″N 26°46′07″E / 55.2956°N 26.7686°E.

## Înființare
Situl Birvėtos šlapžemės a fost declarat arie de protecție specială avifaunistică în aprilie 2005 pentru a proteja 13 specii de animale.

## Biodiversitate
Situată în ecoregiunea boreală, aria protejată nu include niciun habitat protejat.
La baza desemnării sitului se află mai multe specii protejate de  păsări (13): gârliță mare (Anser albifrons), rață roșie (Aythya nyroca), buhai de baltă (Botaurus stellaris), chirighiță neagră (Chlidonias niger), erete de stuf (Circus aeruginosus), cristeiul de câmp (Crex crex), lebădă de iarnă (Cygnus cygnus), sfrâncioc roșiatic (Lanius collurio), bătăuș (Philomachus pugnax), cresteț cenușiu (Porzana parva), cresteț pestriț (Porzana porzana), chiră mică (Sterna albifrons), chiră de baltă (Sterna hirundo).